# 타나카 히로카즈
타나카 히로카즈(田中 宏和, 1957년 12월 13일 ~ )는 일본의 음악가이다. 힙 타나카(Hip Tanaka) 혹은 칩 타나카(Chip Tanaka)라는 별명으로 주로 활동하며, 닌텐도사의 메트로이드, 슈퍼 마리오 랜드, 마더, 마더 2: 기그의 역습, 닥터 마리오 같은 작품에 기여했다. 크리처스의 사장이 된 이후에도 닌텐도과 협력해 포켓몬스터 게임들에 관여했다.
타나카는 작곡 이외에 패미컴과 게임보이의 오디오 하드웨어 디자인에 관여했다.